# Diomma katoi
Diomma katoi är en insektsart som beskrevs av Irena Dworakowska 1981. Diomma katoi ingår i släktet Diomma och familjen dvärgstritar.
Artens utbredningsområde är Taiwan. Inga underarter finns listade i Catalogue of Life.